# Horseshoe lemma
ホモロジー代数において、horseshoe lemma は、simultaneous resolution theorem と呼ばれることもあるが、2つの対象 {\displaystyle A'} と {\displaystyle A''} の分解を {\displaystyle A'} の {\displaystyle A''} による拡張の分解に関係づけるステートメントである。それは次のようなものである。対象 {\displaystyle A} が{\displaystyle A'} の {\displaystyle A''} による拡張であれば、{\displaystyle A} の分解は、分解の n 番目の項が {\displaystyle A'} と {\displaystyle A''} の分解における n 番目の項の余積に等しいように帰納的に構成することができる。補題の名前は補題の仮定を描く図式の形に由来する。

## 正式なステートメント
{\displaystyle {\mathcal {A}}} を 十分な射影をもったアーベル圏とする。
が {\displaystyle {\mathcal {A}}} における図式であって列が完全で行がそれぞれ {\displaystyle A'} と {\displaystyle A''} の射影分解であれば、可換図式
にすることができる。ただしすべての列は完全で、真ん中の行は {\displaystyle A} の射影分解で、すべての n に対して {\displaystyle P_{n}=P'_{n}\oplus P''_{n}} である。{\displaystyle {\mathcal {A}}} が十分な入射をもったアーベル圏であれば、双対命題もまた成り立つ。
補題は帰納的に証明できる。帰納法の各段階で、射影対象の性質が {\displaystyle A} の射影分解の写像を定義するのに使われる。するとスネークレンマの助けを借りてこのように構成された分解の行が完全であることが示される。